# Jordanita benderi
Jordanita benderi là một loài bướm đêm thuộc họ Zygaenidae. Nó được tìm thấy ở dãy núi Atlas cao ở Maroc.
Chiều dài cánh trước là 11,6-14,6 mm đối với con đực và 9,2 mm đối với con cái. Con trưởng thành bay từ tháng 3 đến đầu tháng 5.
Ấu trùng có thể ăn loài Carthamus lanatus.